# Kyle Hiebert
Kyle Anthony Hiebert (* 30. Juli 1997 in Winnipeg, Manitoba) ist ein kanadischer Fußballspieler.

## Karriere

### Verein
Von WSA Winnipeg kommend, ging er im Sommer 2018 zum Studium in die USA, wo er für die Mannschaft der Missouri State University spielte. Nach fast sieben Jahren wurde er beim MLS SuperDraft 2022 nicht ausgewählt. So unterschrieb er im Februar 2022 zunächst einen Vertrag bei St. Louis City 2 in der MLS Next Pro. Als Stammspieler übernahm er dort eine wichtige Rolle in der Spielzeit 2022 und war über den gesamten Saisonverlauf der Spieler mit den meisten Einsatzminuten in allen Teams. Nach dieser Leistung bekam er einen Vertrag beim MLS-Team, mit dem er in dessen Debüt-Saison startete. Sein MLS-Debüt bekam er gleich am ersten Spieltag der Saison 2023 bei einem 3:2-Sieg über Austin FC.

### Nationalmannschaft
Sein Debüt in der kanadischen A-Nationalmannschaft machte er am 29. März 2023 im letzten Gruppenspiel der CONCACAF Nations League 2022/23, einem 4:1-Sieg über Honduras, wo er zur 62. Minute für Scott Kennedy eingewechselt wurde. Danach wurde er wieder für die Vorbereitung zur Copa América 2024 nominiert, wo er ein weiteres Mal zum Einsatz kam und schließlich einen Platz im finalen Turnier-Kader bekam.